# Elisabethturm (Bungsberg)
Der Elisabethturm ist ein Aussichtsturm in der schleswig-holsteinischen Gemeinde Schönwalde am Bungsberg. Er steht 200 Meter südlich der Spitze des Bungsbergs, der höchsten Erhebung Schleswig-Holsteins, auf 164 Meter Höhe.
Der aus Granitquadern errichtete, achteckige Turm ist 22 Meter hoch.

## Geschichte
Die Planung zum Bau des Turmes begann 1861. Sie wurde angeregt durch den auf dem Pilsberg bei Panker errichteten Aussichtsturm Hessenstein (erbaut 1841) sowie den Gömnitzer Turm (Seezeichen, errichtet 1828).
1863/1864 wurde der Turm mit einer Höhe von 64 Fuß durch den oldenburgischen Großherzog Nikolaus Friedrich Peter errichtet und nach seiner Frau Elisabeth von Sachsen-Altenburg benannt. 1875 wurde der Turm – da die mittlerweile gewachsenen Bäume die Sicht verdeckten – um 12 auf 76 Fuß erhöht.
Zwischen 1954 und 1960 diente der Turm als UKW-Sendeturm.
Der Elisabethturm ist seit Sommer 2017 nach einer umfangreichen, 330.000 Euro teuren Renovierung für die Öffentlichkeit geöffnet. Er ist denkmalgeschützt.